# Miercurea Sibiului
Miercurea Sibiului (en allemand Reußmarkt, en hongrois Szerdahely) est une ville de Roumanie.

## Géographie et histoire
Depuis le XIIe siècle la ville est habitée par des Saxons de Transylvanie et à partir de 1355 elle devient l'un des sept sièges originaux de la région de Sibiu.
La ville est le lieu de naissance d'Ilie Măcelaru (1822-1891), avocat qui a participé à la révolution de 1848 et membre fondateur du Parti national roumain formé à Miercurea Sibiului le 17 mars 1869.

## Démographie
Lors du recensement de 2011, 80,46 % de la population se déclarent roumains, 1,84 % comme allemands, 13,93 % comme roms (3,5 % ne déclarent pas d'appartenance ethnique et 0,25 % déclarent appartenir à une autre ethnie).

## Politique
| Parti | Parti                                      | Sièges |
| ----- | ------------------------------------------ | ------ |
|       | Parti national libéral (PNL)               | 7      |
|       | Parti social-démocrate (PSD)               | 5      |
|       | Alliance des libéraux et démocrates (ALDE) | 1      |